# Theodor von Pelchrzim
Theodor Franz Karl Rudolf von Pelchrzim, eigentlich von Pelchrzim und Trzenkowitz, Pseudonym: P. L. Chr. Zim (* 9. Oktober 1816 in Kieferstädtel, Landkreis Tost-Gleiwitz, Provinz Schlesien; † 15. Januar 1892 in Berlin) war ein königlich preußischer Major und Schriftsteller.

## Leben
Er entstammte einem alten schlesischen Adelsgeschlecht und war der Sohn des Ludwig von Pelchrzim und Trzenkowitz (1787–1874), Bürgermeister von Sohrau und königlich preußischer Rittmeister, und dessen erster Ehefrau Elisabeth von Fragstein und Niemsdorff (1792–1842). Sein Großonkel (Bruder seines Großvaters) war der königlich preußische Generalmajor Gottlieb Julius von Pelchrzim (1717–1788).
Pelchrzim heiratete am 10. Mai 1848 auf Gut Hohen-Bellin (heute Ortsteil von Wulkow, Landkreis Jerichower Land) Alma von Gauvain (* 26. März 1819 auf Gut Hohen-Bellin; † 1. Mai 1877 in Schweidnitz).
Nach Absolvierung seines aktiven Militärdienstes, u. a. im Infanterie-Regiment „Prinz Louis Ferdinand von Preußen“ (2. Magdeburgisches) Nr. 27, verfasste er militärhistorische Bücher und schrieb außerdem über physikalische und astrophysikalische Themen, über die er auch Vorträge hielt.
Im Jahr 1860 war Pelchrzim Mitglied in der Freimaurerloge Teutonia zur Weisheit in Potsdam.

## Werke (Auswahl)
- Der electro-magnetische Telegraph, Berlin 1848
- Die Wunder des Himmels : für die Jugend. Vater Lehrreich zeigt seinen Kindern ..., 2. Auflage, Verlag Horvath, Potsdam 1853